# Meharia tanganyikae
Meharia tanganyikae is een vlinder uit de familie van de Houtboorders (Cossidae). De wetenschappelijke naam van de soort is voor het eerst gepubliceerd in 1952 door John David Bradley.
De soort komt voor in Tanzania.